# Des Moines Menace
Des Moines Menace, é um clube da cidade de Des Moines, Iowa. Atualmente disputa a USL League Two.

## História
A equipe foi criada para disputar a United States Interregional Soccer League (USISL) em 1994, jogando na divisão do meio-oeste. A equipe terminou na sétima colocação e o campeão foi o Minnesota Thunder. No ano seguinte eles passaram para a então USISL Premier League, atual Premier Development League. Na primeira temporada na liga ficou em treceiro lugar na fase regional, atrás do Sioux City Breeze e passando assim para a próxima fase. Depois eles passaram pelo Austin Lone Stars e pelo próprio Sioux City Breeze até ser eliminado pelo Cocoa Expos por 3x1 nas semifinais.
Em 1996 teve uma ótima campanha, tendo resultados expressivos como um 4x0 contra o Lincoln Brigade e um 6x0 contra o Omaha Flames, porém foi eliminado pelo Mid-Michigan Bucks. Em 1998 volta a disputar uma semifinal porém é eliminado pelo San Gabriel Valley Highlanders. Em 2001 perde as semifinais para o Westchester Flames.
A maior conquista do clube veio em 2005, quando conquistou a Premier Development League, em uma final contra o El Paso Patriots, jogo decidido nos pênaltis.

## Títulos
Campeão Invicto
| NACIONAIS      | NACIONAIS                  | NACIONAIS | NACIONAIS  |
|                | Competição                 | Títulos   | Temporadas |
| -------------- | -------------------------- | --------- | ---------- |
| Estados Unidos | Premier Development League | 1         | 2005       |

## Estatísticas

### Participações
|  | Participações em 2018 |

| Competição     | Competição               | Temporadas | Melhor campanha    | Estreia | Última | P | R |
| Estados Unidos | Lamar Hunt U.S. Open Cup | 13         | Quarta Fase (2005) | 2002    | 2020   |   | – |